# Perdita calloleuca
Perdita calloleuca är en biart som beskrevs av Cockerell 1922. Perdita calloleuca ingår i släktet Perdita och familjen grävbin. Inga underarter finns listade i Catalogue of Life.